# Aaron Krickstein
Aaron Krickstein (* 2. August 1967 in Ann Arbor, Michigan) ist ein ehemaliger US-amerikanischer Tennisspieler.

## Karriere
Bereits zu Beginn seiner Karriere sorgte Krickstein 1983 in Tel Aviv für Aufsehen. Im Alter von 16 Jahren und zwei Monaten war er der jüngste Sieger im Einzelwettbewerb eines Turniers der ATP. Nach wie vor ist er der jüngste Sieger eines ATP-Turniers. Ebenfalls bislang unübertroffen ist sein Erreichen der Top Ten der Weltrangliste im Alter von 17 Jahren, welche er 1984 erstmals erreichte. Er erreichte als höchste Position in der Tennisweltrangliste 1990 Platz 6. In seiner Laufbahn gewann er neun Turniere im Herreneinzel. Insgesamt gewann er im Einzel und Doppel ein Preisgeld von etwa 3,7 Millionen US-Dollar.
Aaron Krickstein ist der Onkel der Golfspielerin Morgan Pressel, die er gelegentlich als Caddie begleitete. So war Krickstein dabei, als Pressel sich als jüngste Spielerin der Geschichte mit 12 Jahren für die US Open qualifizierte.

## Erfolge
| Legende                     |
| Grand Slam                  |
| ATP-Weltmeisterschaft       |
| Masters Series              |
| Championship Series         |
| World Series Grand Prix (9) |
| ATP Challenger Series       |

| ATP-Titel nach Belag |
| Hartplatz (6)        |
| Sand (2)             |
| Rasen (0)            |
| Teppich (1)          |

### Einzel

#### Turniersiege
| Nr. | Datum              | Turnier      | Belag     | Finalgegner         | Ergebnis      |
| --- | ------------------ | ------------ | --------- | ------------------- | ------------- |
| 1.  | 10. Oktober 1983   | Tel Aviv (1) | Hartplatz | Christoph Zipf      | 7:6, 6:3      |
| 2.  | 16. Juli 1984      | Boston       | Sandplatz | José Luis Clerc     | 7:6, 3:6, 6:4 |
| 3.  | 10. September 1984 | Tel Aviv (2) | Hartplatz | Shahar Perkiss      | 6:4, 6:1      |
| 4.  | 17. September 1984 | Genf         | Sandplatz | Henrik Sundström    | 6:7, 6:1, 6:4 |
| 5.  | 9. Januar 1989     | Sydney       | Hartplatz | Andrei Tscherkassow | 6:4, 6:2      |
| 6.  | 18. September 1989 | Los Angeles  | Hartplatz | Michael Chang       | 2:6, 6:4, 6:2 |
| 7.  | 17. Oktober 1989   | Tokio        | Teppich   | Carl-Uwe Steeb      | 6:2, 6:2      |
| 8.  | 30. März 1992      | Johannesburg | Hartplatz | Alexander Wolkow    | 6:4, 6:4      |
| 9.  | 29. März 1993      | Durban       | Teppich   | Grant Stafford      | 6:3, 7:67     |

#### Finalteilnahmen
| Nr. | Datum              | Turnier      | Belag       | Finalgegner    | Ergebnis           |
| --- | ------------------ | ------------ | ----------- | -------------- | ------------------ |
| 1.  | 20. Mai 1984       | Rom          | Sand        | Andrés Gómez   | 6:2, 1:6, 2:6, 2:6 |
| 2.  | 29. Juli 1984      | Washington   | Sand        | Andrés Gómez   | 2:6, 2:6           |
| 3.  | 24. November 1985  | Hongkong     | Sand        | Andrés Gómez   | 3:6, 3:6, 6:3, 4:6 |
| 4.  | 12. Oktober 1986   | Tel Aviv (1) | Hartplatz   | Brad Gilbert   | 5:7, 2:6           |
| 5.  | 16. Oktober 1988   | Tel Aviv (2) | Hartplatz   | Brad Gilbert   | 6:4, 6:7, 2:6      |
| 6.  | 20. November 1988  | Detroit      | Teppich (i) | John McEnroe   | 5:7, 2:6           |
| 7.  | 15. April 1990     | Tokio        | Hartplatz   | Stefan Edberg  | 4:6, 5:7           |
| 8.  | 30. September 1990 | Brisbane (1) | Hartplatz   | Brad Gilbert   | 3:6, 1:6           |
| 9.  | 29. September 1991 | Brisbane (2) | Hartplatz   | Gianluca Pozzi | 3:6, 6:74          |
| 10. | 26. April 1992     | Monte Carlo  | Sand        | Thomas Muster  | 3:6, 1:6, 3:6      |